# باراماونت بيكتشرز
شركة باراماونت بيكتشرز (بالإنجليزية: Paramount Pictures)‏ (المعروفة أيضًا باسم باراماونت)، هي استوديو أفلام أمريكي وأحد فروع شركة فاياكوم سي بي إس. تُعتبر خامس أقدم استوديو أفلام في العالم،  وثاني أقدم استوديو أفلام في الولايات المتحدة الأمريكية، والعضو الوحيد في استوديوهات إنتاج الأفلام الكُبرى الخمسة التي ما تزال موجودة في لوس أنجلوس.
تعاقد المنتج السينمائي أدولف زوكور مع 22 ممثلاً وممثلةً وكرّم كل منهم بوضع نجوم على عددهم على شعار الشركة في عام 1916. أصبحت باراماونت بيكتشرز أول استوديو كبير في هوليوود يوزع جميع أفلامه بشكل رقمي فقط في عام 2014. يقع مقر الشركة واستوديوهاتها في 5555 ميلروز أفينو، هوليوود، كاليفورنيا، الولايات المتحدة.

## مكتبة الأفلام
عرضت شركة ميوزيك كوربريشن أوف أميريكا (MCA) «إم سي إيه» على شركة باراماونت تقديم 50 مليون دولار أمريكي مقابل 750 فيلمًا طويلًا من الأفلام التي صدرت قبل 1 ديسمبر من عام 1949، على أن يتم سداد المبلغ المطلوب على مدى عدة سنوات، وذلك بعد بضع سنوات من المحاكمة الخاصة بقضية الولايات المتحدة الأمريكية ضد شركة باراماونت بيكتشرز في عام 1948. اعتبرت باراماونت هذا العرض بمثابة صفقة، إذ لم يعتبر استديو الأفلام السابق الخاص بباراماونت مكتبة أفلامه القديمة ذات قيمة كبيرة آنذاك. أنشأت إم سي إيه شركة إيكما المحدودة كشركة وهمية لبيع هذه الأفلام إلى التلفزيون، بهدف معالجة أي مخاوف متعلقة بمكافحة الاحتكار. تحتوي مكتبة إيكما/ يونيفيرسال تيليفيجن على أفلام ماركس براذرز (الإخوة ماركس) الخمسة الخاصة بشركة باراماونت، ومعظم أفلام رود تو... من تمثيل بوب هوب وبينج كروسبي، وكلاسيكيات أخرى مثل تروبل إن بارادايس، وشنغهاي إكسبريس (قطار شنغهاي)، وشي دن هيم رونغ (أساءت التصرف معه)، وسوليفانز ترفلز، وذا بالم بيتش ستوري، وتو هوم ذا بيل تولز (لمن تُقرع له الأجراس)، ودوبل إنديمنيتي (تعويض مزدوج)، وذا لوست ويكيند (نهاية الأسبوع المفقودة)، وذا هايرس (الوريثة).

## أهم الأفلام
أنتج الاستديو العديد من الأفلام التي لاقت استحسان النقاد مثل تيتانيك، وفوتلوز، وبريكفاست آت تيفانيز (الإفطار عند تيفاني)، وبريفهارت (قلب شجاع)، وغوست (شبح)، وذا ترومان شو (عرض ترومان)، ومين غيرلز (فتيات لئيمات)، وسايكو، وروكيتمان، وفيريس بيولرز داي أوف (إجازة فيري بيولر)، وذا كوريوس كيس أوف بينجامين بوتون (الحالة المحيرة لبنجامين بتن)، ودايز أوف ثندر (أيام الرعد)، وروزماريز بيبي (طفل روزماري)، ونبراسكا، وسانسيت بوليفارد، وفورست غامب، وسوبر إيت (سوبر 8)، وكمينغ تو أميريكا (القدوم إلى أمريكا)، ووورد وور زد (حرب الزومبي العالمية)، وبابل، وذا كونفيرسيشن (المحادثة)، وذا فايتر (المقاتل)، وإنترستيلر (بين النجوم)، وتيم أميريكا: وورد بوليس (فريق أمريكا: الشرطة العالمية)، وتيرمز أوف إنديرمنت (شروط إظهار العاطفة)، وذا وولف أوف وول ستريت (ذئب وول ستريت)، وإي كوايت بليس (مكان هادئ)؛ فضلًا عن امتلاكها لحق امتياز وملكية العديد من الأفلام مثل: ثلاثية ذا غاد فاذر (العراب)، وأفلام ستار تريك، وميشن إمبوسيبل (مهمة مستحيلة)، وسبونج بوب سكوير بانتس، وغريس، وسونيك ذا هيدجهوغ (سونيك القنفذ)، وسلسلة أفلام توب غان، وذا إيتاليان جوب، وسلسلة أفلام ترانسفورمرز (المتحولون)، وسلسلة أفلام تينيج ميوتنت نينجا تيرتلز (سلاحف النينجا)، وسلسلة أفلام تومب رايدر، وسلسلة أفلام فرايداي ذا ثيرتينث (يوم الجمعة الثالث عشر)، وسلسلة أفلام كلوفرفيلد، وسلسلة أفلام جي. آي. جو، وسلسلة أفلام بيفرلي هيلز كوب (شرطي بيفرلي هيلز)، وسلسلة أفلام ذا ترمنايتور، وسلسلة أفلام بيت سيماتاري، وسلسلة أفلام ويذاوت إي بادل، وجاكاس، وسلسلة أفلام ذا أود كوبل (الزوجان الغريبان)، وساوث بارك، وسلسلة أفلام كروكودايل داندي (التمساح دندي)، وسلسلة أفلام تشارلوتس ويب (شبكة تشارلوت)، وسلسلة أفلام واينز وورد، وبيفيس آند بتهيد (بيفيس وبوت- هيد)، وجيمي نيوترون، وسلسلة أفلام وور أوف ذا ووردز، وسلسلة أفلام نيكد غن، وسلسلة أفلام أنكورمان (المذيع)، ودورا ذا إكسبلورر (مغامرات دورا)، وسلسلة أفلام آدامز فاميلي، وراجراتس، وسلسلة أفلام زولاندر، وإيون فلوكس، وسلسلة أفلام ذا رينغ (الحلقة)، وسلسلة أفلام باد نيوز بيرز، وذا وايلدثورنبيريز (عائلة ثورنبيري)، وسلسلة أفلام بارانورمال أكتيفيتي (نشاط خارق). بالإضافة إلى ملكية أول أربعة أفلام من أفلام عالم مارفل السينمائي، وسلسلة أفلام إنديانا جونز، والعديد من أفلام دريم ووركس أنيميشن (مثل شريك، وسلسلة مدغشقر، وأول جزأين من سلسلة أفلام كونغ فو باندا، وأول جزء من فيلم هاو تو ترين يور دراغون (كيف تروض تنينك))، قبل أن تحصل كل من شركة ديزني على الاستديو الأول [استديو باراماونت] (من خلال مارفل ستوديوز ولوكاس فيلم)، ومن ثم استديوهات يونيفرسال بيكتشرز على الاستديو الثاني [استديو إم سي إيه].

## وصلات خارجية
- باراماونت بيكتشرز على موقع IMDb (الإنجليزية)
- باراماونت بيكتشرز على موقع الموسوعة البريطانية (الإنجليزية)
- باراماونت بيكتشرز على موقع الموسوعة البريطانية (الإنجليزية)
- باراماونت بيكتشرز على موقع قاعدة بيانات برودواي على الإنترنت (الإنجليزية)
- باراماونت بيكتشرز على موقع قاعدة بيانات برودواي على الإنترنت (الإنجليزية)
- الموقع الرسمي